# Esteban Alvarado
Esteban Alvarado Brown (* 28. dubna 1989, Siquirres, Kostarika) je kostarický fotbalový brankář, momentálně hraje v nizozemském klubu AZ Alkmaar.

## Klubová kariéra
Z kostarického klubu Deportivo Saprissa přestoupil do nizozemského týmu AZ Alkmaar, se kterým v sezoně 2012/13 získal prvenství v nizozemském fotbalovém poháru. V prosinci 2011 v duelu nizozemského fotbalového poháru s AFC Ajax vnikl na hřiště fanoušek Ajaxu a zaútočil na něj, Alvarado si jej všiml v poslední chvíli, vyhl se útoku a když muž upadl na zem, uštědřil mu dva kopance, za což byl vyloučen. Trenér AZ Gertjan Verbeek v reakci odvolal své hráče ze hřiště a utkání bylo ukončeno. Nizozemská fotbalová asociace (KNVB) posléze červenou kartu pro Estebana anulovala. Fanoušek, který jej na hřišti napadl, byl na několik měsíců uvězněn a od Ajaxu Amsterdam dostal doživotní zákaz vstupu na stadion. 19. ledna 2012 se zápas opakoval i s Alvaradem v brance, AZ porazil Ajax 3:2 a postoupil přes něj dál.

## Reprezentační kariéra
Zúčastnil se Mistrovství světa hráčů do 20 let 2009 v Egyptě, kde se mladí Kostaričané probojovali do semifinále, v němž podlehli Brazílii 0:1. Esteban byl vyhlášen nejlepším brankářem turnaje.
Od roku 2010 je členem kostarické fotbalové reprezentace.